# Darryl F. Zanuck
Darryl Francis Zanuck (Wahoo, Nebraska, 5 de septiembre de 1902-Palm Springs, California, 22 de diciembre de 1979) fue un productor, guionista, actor y director de cine estadounidense, ganador de tres premios Óscar a mejor película durante la edad de oro de Hollywood.

## Biografía
Zanuck nació en Wahoo (Nebraska), hijo de Louise Torpin y Frank Zanuck, un hotelero de origen alemán. A los seis años, su familia se trasladaría a Los Ángeles a consecuencia de un mejor clima para la salud de Darryl. A los ocho años, ya sabría lo que es el mundo del cine interviniendo de extra en una película. 
En 1917, se alista en el ejército estadounidense para luchar en la Primera Guerra Mundial en Francia. De vuelta al país, encuentra varios trabajos mientras se internta hacer un hueco como escritor. Zanuck consigue vender su primer guion al actor William Russell en 1922 y el segundo a Irving Thalberg. A partir de ahí y hasta 1929, trabajó con Mack Sennett en la Warner Brothers donde escribíría historias para Rin Tin Tin bajo pseudónimo.
En 1931, comienza a trabajar como productor y en 1933 deja la Warner para ponerse al servicio de la Twentieth Century Pictures con Joseph Schenck y William Goetz. En 1935, da un golpe de efecto magistral al comprar la Fox y fundar la 20th Century Fox (ahora 20th Century Studios). Zanuck sería el vicepresidente de este nuevo estudio y tomó un rol claramente intervencionista, donde controlaba todo el proceso de producción, rodaje y montaje de cada una de las películas. Según contaría Staiger:

«Zanuck supervisaba más de la mitad de la producción con diferentes grados de dominio sobre la misma. Zanuck tomaba las decisiones de compra de historias, controlaba las decisiones de las reuniones para debatir historias, escogía a los actores principales y aceptaba la opinión del director de selección de reparto en lo referente a papeles secundarios. Pero aunque este control era evidente en la etapa previa al rodaje, por lo general dejaba a los realizadores solos en el plató. De acuerdo con su ayudante, algunos directores tenían libertad para rodar como mejor les pareciera mientras otros tenían que seguir el guion o consultar con el productor. Zanuck volvía a entrar en juego durante la producción posterior al rodaje. Mientras revisaba las primeras pruebas, daba instrucciones al montador, dictaba comentarios al director y escogía las tomas y su disposición. »

Pero lo que destaca de Zanuck era el sexto sentido que poseía para conocer qué películas podían ser un éxito de taquilla y cuáles no. Así y bajo su tutela, llegaron éxitos como La marca del zorro (1940), ¡Qué verde era mi valle! (1941), Las uvas de la ira (1940) (con Zanuck consultando con John Steinbeck y reescribiendo muchas escenas clave de la obra de John Ford).

### Segunda Guerra Mundial
Cuando Estados Unidos entró en la Segunda Guerra Mundial a finales de 1941, fue comisionado como coronel en el Ejército de los Estados Unidos. Pero se sintió frustrado al ser destinado a los Estudios Astoria en Queens, Nueva York y, lo que era peor, al servir junto al hijo mimado del fundador de Universal, Carl Laemmle Jr., que cada mañana era conducido en limusina a las instalaciones desde un lujoso hotel de Manhattan.
Consternado por semejante privilegio, Zanuck se dirigió a Washington D. C., al Departamento de Guerra de los Estados Unidos, exigiendo un encargo más arriesgado al Jefe de Estado Mayor del Ejército de los Estados Unidos,  General George C. Marshall. Como las fuerzas estadounidenses aún no estaban luchando en ningún sitio, Marshall destinó a Zanuck a Londres como oficial de enlace jefe de Estados Unidos en la unidad cinematográfica del Ejército Británico, donde al menos estudiaría películas de entrenamiento del ejército mientras estaba bajo bombardeo de la Luftwaffe de Hitler.
Incluso convenció a Lord Mountbatten para que le permitiera acompañarle en una incursión costera secreta a través del Canal de la Mancha hasta la Francia ocupada. El audaz ataque nocturno a un radar alemán fue un éxito. Zanuck, todo un showman, envió a su esposa en Santa Monica un paquete de «arena ocupada por los nazis», escribiéndole «Acabo de nadar en una playa enemiga» - sin permiso, por supuesto, para decirle dónde había estado, y mucho menos que habían estado bajo fuego nazi y ayudado a los heridos a volver al barco.
Mientras Zanuck estaba de servicio, 20th Century-Fox, al igual que los demás estudios, contribuyó al esfuerzo bélico cediendo a un gran número de sus estrellas masculinas para el servicio en el extranjero y a muchas de sus estrellas femeninas para giras del USO y del bono de guerra, al tiempo que creaba películas patrióticas bajo la supervisión, a menudo polémica, de una incipiente Oficina de Información de Guerra. Jack L. Warner, cuyo estudio estaba al lado de una fábrica de Lockheed, fue nombrado coronel de la Fuerza Aérea del Ejército de Estados Unidos sin tener que salir del estudio, y mucho menos ponerse el uniforme. No así Zanuck, que suplicó al Departamento de Guerra, tan pronto como las tropas americanas fueron destinadas a la acción en África del Norte, y fue recompensado con el encargo de cubrir la invasión para el Cuerpo de Señales.
El director John Ford, viejo adversario de Zanuck a pesar de que éste había guiado la película de Ford Las uvas de la ira] (1940) más allá de la Oficina Hays de censura en la producción, había estado haciendo películas como comandante de la Marina estadounidense incluso antes de que Estados Unidos entrara en la guerra, y se horrorizó al descubrir que había sido reclutado por la unidad africana de Zanuck. «¿Nunca podré alejarme de ti?», gruñó. «Apuesto a que si muero y voy al cielo, me estarás esperando bajo un cartel que diga 'Producido por Darryl F. Zanuck'».
El disgusto de Ford se convirtió en indignación cuando Zanuck, al cabo de tres meses, cogió todo el metraje de las batallas en Túnez, la mayor parte del cual había rodado Ford, y lo montó apresuradamente en una película que llegó a los cines estadounidenses sin que el nombre de Ford apareciera por ninguna parte. La película, estrenada como En el frente con Zanuck como productor, fue mal recibida en Estados Unidos, tildada de amateur, aburrida e incluso carente de realismo, lo que provocó que el afrentado Zanuck replicara en The New York Times que había resistido la tentación de escenificar los acontecimientos para conseguir una película más convincente. Desgraciadamente, esta controversia llevó a Zanuck a un subcomité del Senado encabezado por el senador Harry S. Truman, que investigaba a los coroneles «instantáneos» que aparecían y se concentraban en nombres famosos de Hollywood.
A diferencia del coronel Warner, la mayoría de los coroneles del sistema de estudios -el coronel Frank Capra, el coronel Anatole Litvak, el coronel Hal Roach- realizaban su trabajo cinematográfico, a menudo, como Zanuck, bajo el fuego enemigo. No obstante, cuando el coronel Zanuck fue nombrado en esta investigación en 1944, el magnate, habitualmente combativo, renunció de forma inusual y abrupta a su cargo y abandonó el Ejército. El biógrafo Leonard Mosley sugiere que esto se debió a una filtración de seguridad inadvertida cuando Zanuck había mencionado una bomba ultrasecreta, nueva y masivamente potente del tamaño de una «pelota de golf» a un compañero oficial de su mundo de Hollywood. Cualquiera que fuera la razón, a pesar de haber publicado su propio relato en primera persona de sus aventuras en tiempos de guerra (The New York Times, al crítico Bosley Crowther en realidad le gustó más este libro que la película), dimitió.

### Eventos posteriores
Después de servir en el ejército en la guerra, vuelve a ponerse al frente del estudio sustituyendo a William Goetz. Y es que durante su ausencia, la compañía había visto como los grandes éxitos se lo llevaban las compañías rivales. Zanuck enseguida devolvió a la productora por la senda del éxito con su extraordinario sentido para conocer el gusto del público, con éxitos como La barrera invisible (1947), Pinky (1949) o Eva al desnudo (1950). 
Como la mayoría de los estudios, Zanuck y la Fox buscaron métodos para intentar detener la entrada imparable de la televisión. Es por ello que Zanuck promocionó el sistema Cinemascope intentado dar al público una nueva experiencia visual. Pero también hizo que las producciones de las compañías crecieran 25 000 dólares por película. También en una de esas predicciones equivocadas de Zanuck sobre la televisión, dijo lo siguiente en 1946: 

«La televisión no será capaz de conseguir ningún mercado después de los primeros seis meses. La gente se cansará rápidamente de ver cada día la misma caja.»

Durante la década de los 50, se retira del estudio para concentrarse en producciones independientes en Europa. Volvería a coger el control de la Fox en 1962, sustituyendo a Spyros Skouras, después de las diferencias que tendrían ambos productores por El día más largo. En esta película, Zannuck se encarga de dirigir algunas escenas así como en Cleopatra (1963). Convirtió a su hijo Richard D. Zanuck en jefe de producción y ambos dirigieron el estudio con mano de hierro hasta 1969. En mayo de 1971 Zanuck finalmente se retira. 
Zanuck moriría de neumonía en Palm Springs, California a la edad de 77 años, siendo enterrado en el Cementerio Westwood Village Memorial Park de Los Ángeles, California.
Zanuck consiguió 3 Oscars como productor y tres 3 galardones en memoria de Irving G. Thalberg por su aportación al mundo del cine. Zanuck tiene una estrella en el Paseo de la Fama de Hollywood situada en el 6336 Hollywood Boulevard.

## Filmografía parcial
Como productor:

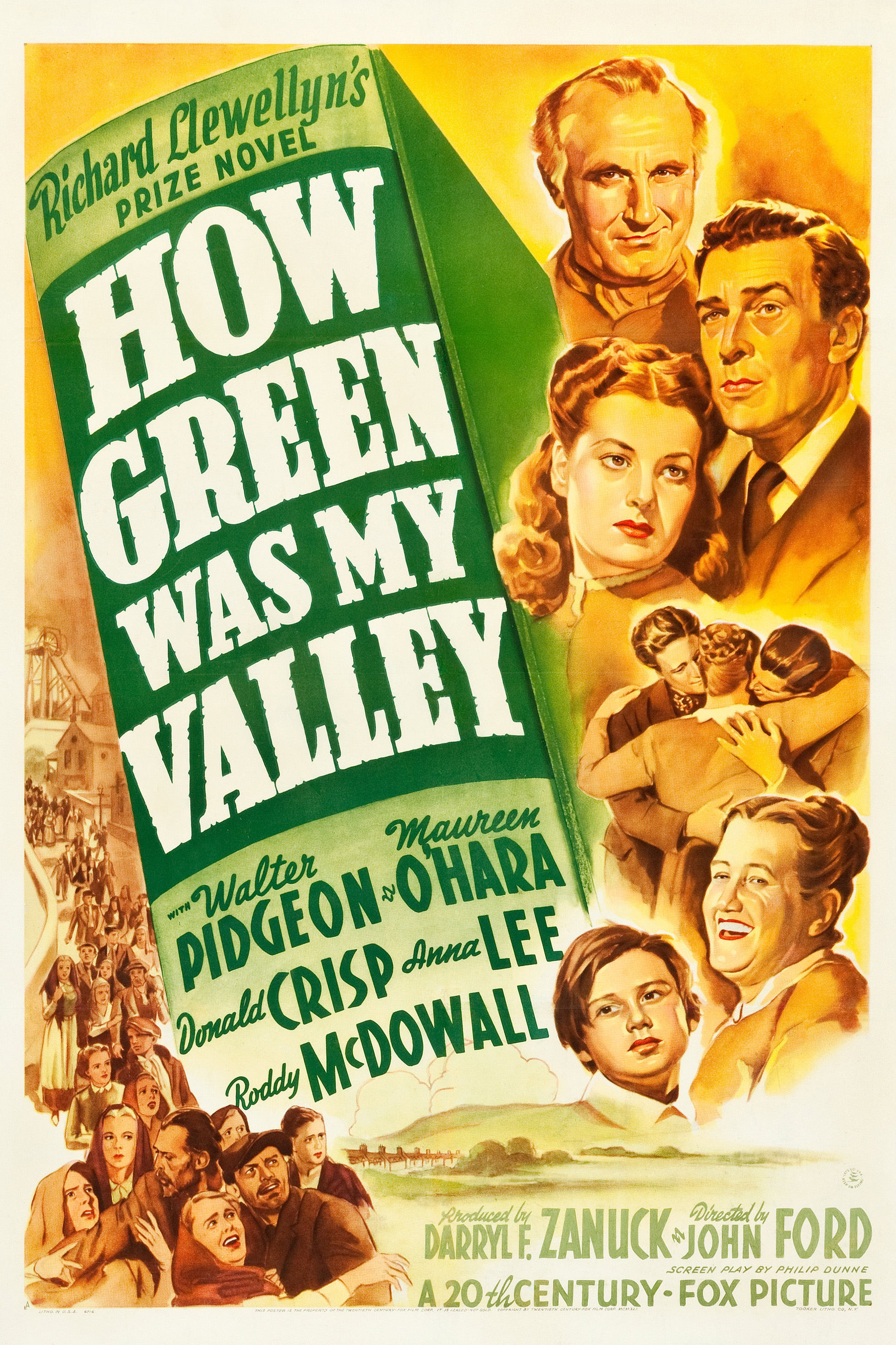
Poster de Qué verde era mi valle.

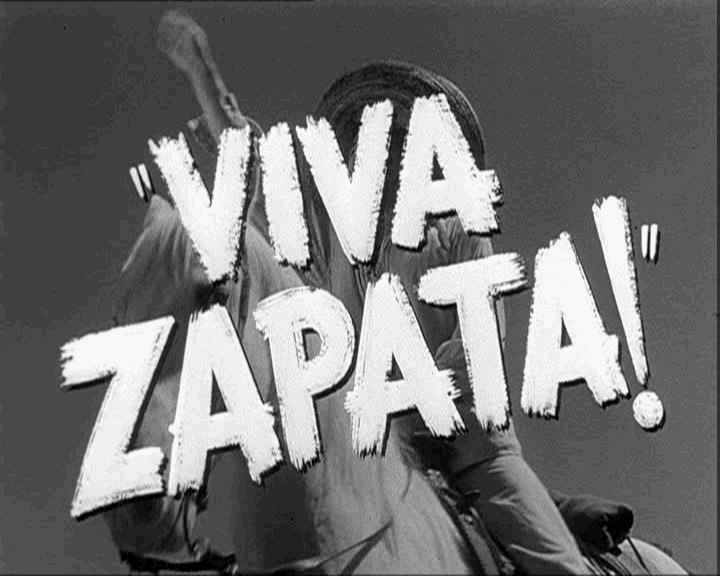
Imagen de Viva Zapata

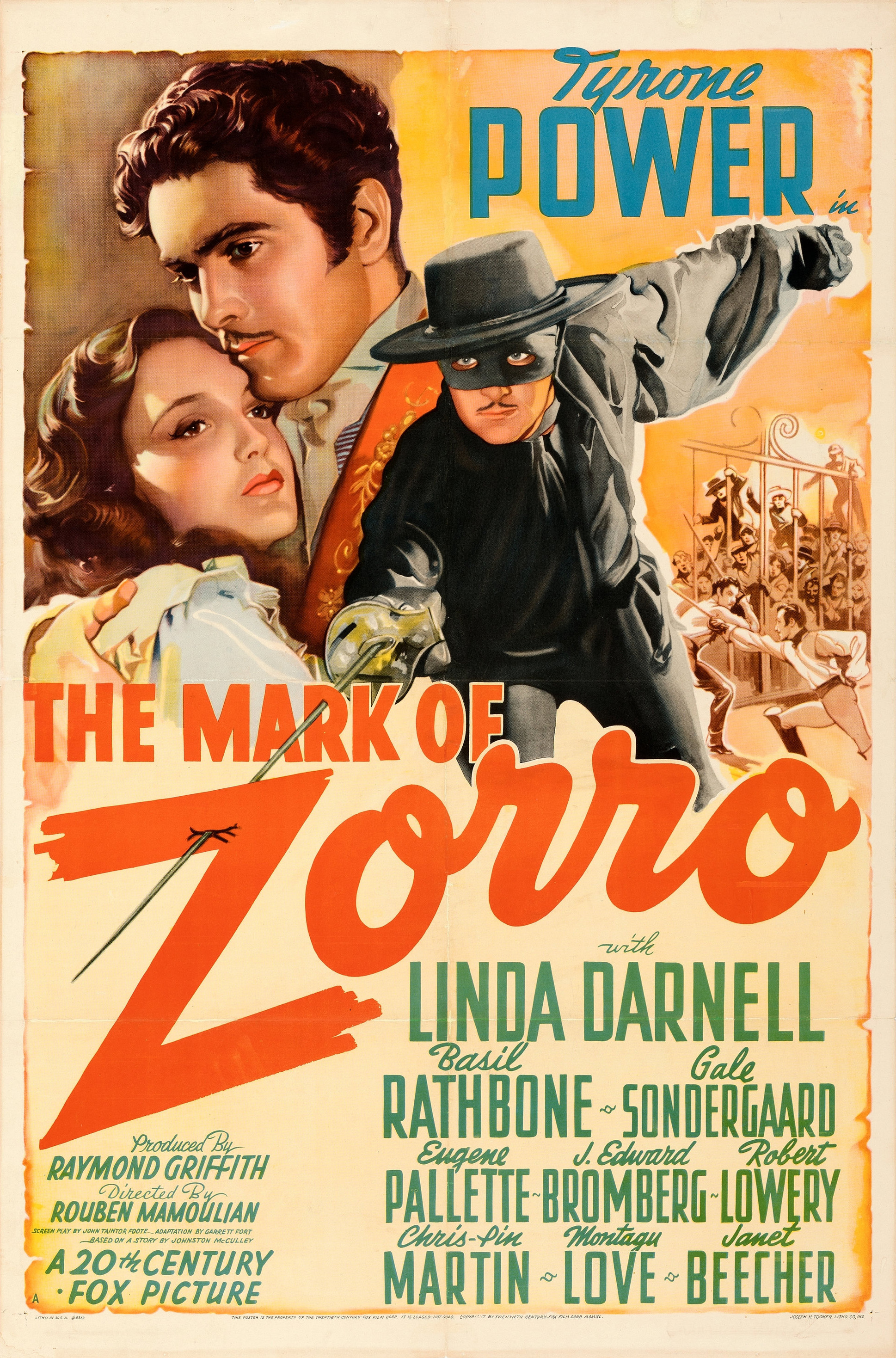
Póster de El signo del Zorro.

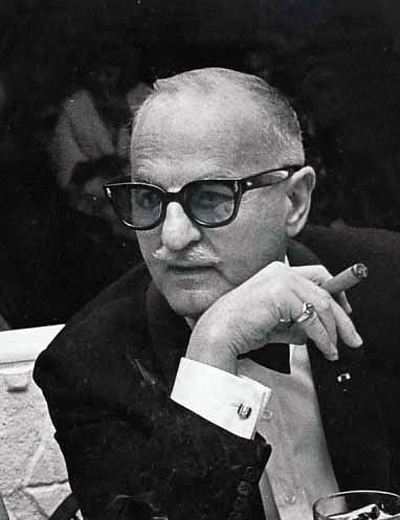
Zanuck en 1964.

- La senda del crimen (The Doorway to Hell, 1930), de Archie Mayo,
- El pequeño César / Hampa dorada (Little Caesar, 1930), de Mervyn LeRoy.
- El enemigo público (1931) (The Public Enemy), de William A. Wellman.
- La calle 42 (1933) (42nd Street), de Lloyd Bacon.
- Locuras de estudiantes (1936) (Pigskin Parade), de David Butler.
- Prisionero del odio (1936) (The Prisoner of Shark Island), de John Ford.
- Camino a la gloria (1936) (The Road to Glory), de Howard Hawks.
- La pequeña vigía (1936) (Captain January), de David Butler.
- Chicago (1937) (In Old Chicago) de Henry King.
- On the avenue (1937) (On the Avenue), de Roy Del Ruth.
- La mascota del regimiento (1937) (Wee Willie Winkie), de John Ford.
- El séptimo cielo (1937) (Seventh Heaven), de Henry King.
- Submarine Patrol (1938) (Submarine Patrol) de John Ford.
- La princesita (1939) (The Little Princess), de Walter Lang.
- Corazones indomables (1939) (Drums Along the Mohawk) de John Ford.
- Tierra de audaces (1939) (Jesse James), de Henry King.
- El joven Lincoln (1939) (Young Mr. Lincoln), de John Ford.
- Serenata argentina (1940) (Down Argentine Way). de Irving Cummings.
- Johnny Apollo (1940) (Johnny Apollo), de Henry Hathaway.
- The Great Profile (1940) de Walter Lang.
- La venganza de Frank James (1940) (The Return of Frank James'), de Fritz Lang.
- Las uvas de la ira (1940) (The Grapes of Wrath), de John Ford.
- The Man I Married (1940), de Irving Pichel.
- El signo del Zorro (1940) (The Mark of the Zorro), de Rouben Mamoulian.
- Hudson’s Bay (1940) de Irving Pichel.
- Aquella noche en Rio (1941) (That Night in Rio), de Irving Cummings.
- ¡Qué verde era mi valle! (1941) (How Green Was My Valley), de John Ford.
- Sangre y arena (1941) (Blood and Sand), de Rouben Mamoulian.
- Sé fiel a ti mismo (1942) (This Above All) de Anatole Litvak.
- El hijo de la furia (1942) (Son of Fury), de John Cromwell.
- Wilson (1944) (Wilson), de Henry King.
- El filo de la navaja (1946) (The Razor’s Edge), de Edmund Goulding.
- El castillo de Dragonwyck (1946) (Dragonwyck), de Joseph L. Mankiewicz.
- Pasión de los fuertes (1946) (My Darling Clementine), de John Ford.
- La barrera invisible (1947) (Gentleman’s Agreement), de Elia Kazan.
- Almas en la hoguera (1949) (Twelve O’Clock High), de Henry King.
- Eva al desnudo (1950) (All About Eve), de Joseph L. Mankiewicz.
- Un rayo de luz (1950) (No Way Out), de Joseph L. Mankiewicz.
- David y Betsabé (1951) (David and Bathsheba), de Henry King.
- Murmullos en la ciudad (1951) (People Will Talk), de Joseph L. Mankiewicz.
- Las nieves del Kilimanjaro (1952) (The Snows of Kilimanjaro), de Henry King.
- ¡Viva Zapata! (1952) (Viva Zapata!), de Elia Kazan.
- Sinuhé, el egipcio (1954) (The Egyptian), de Michael Curtiz.
- El hombre del traje gris (1956) (The Man in the Gray Flannel Suit), de Nunnally Johnson.
- Fiesta (1957) (The Sun Also Rises), de Henry King.
- Una isla al sol (1957) (Island in the Sun), de Robert Rossen.
- Las raíces del cielo (1958) (The Roots of Heaven), de John Huston.
- Confidencias de mujer (1962) (The Chapman Report), de George Cukor.
- El día más largo (1962) (The Longest Day), de Ken Annakin.

## Premios y nominaciones

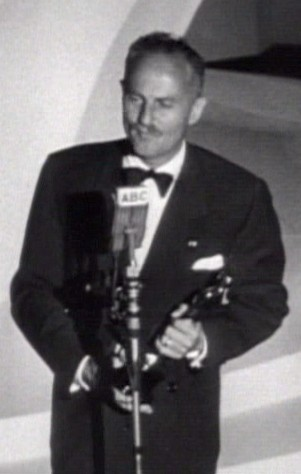
Zannuck recogiendo el Oscar por La barrera invisible.

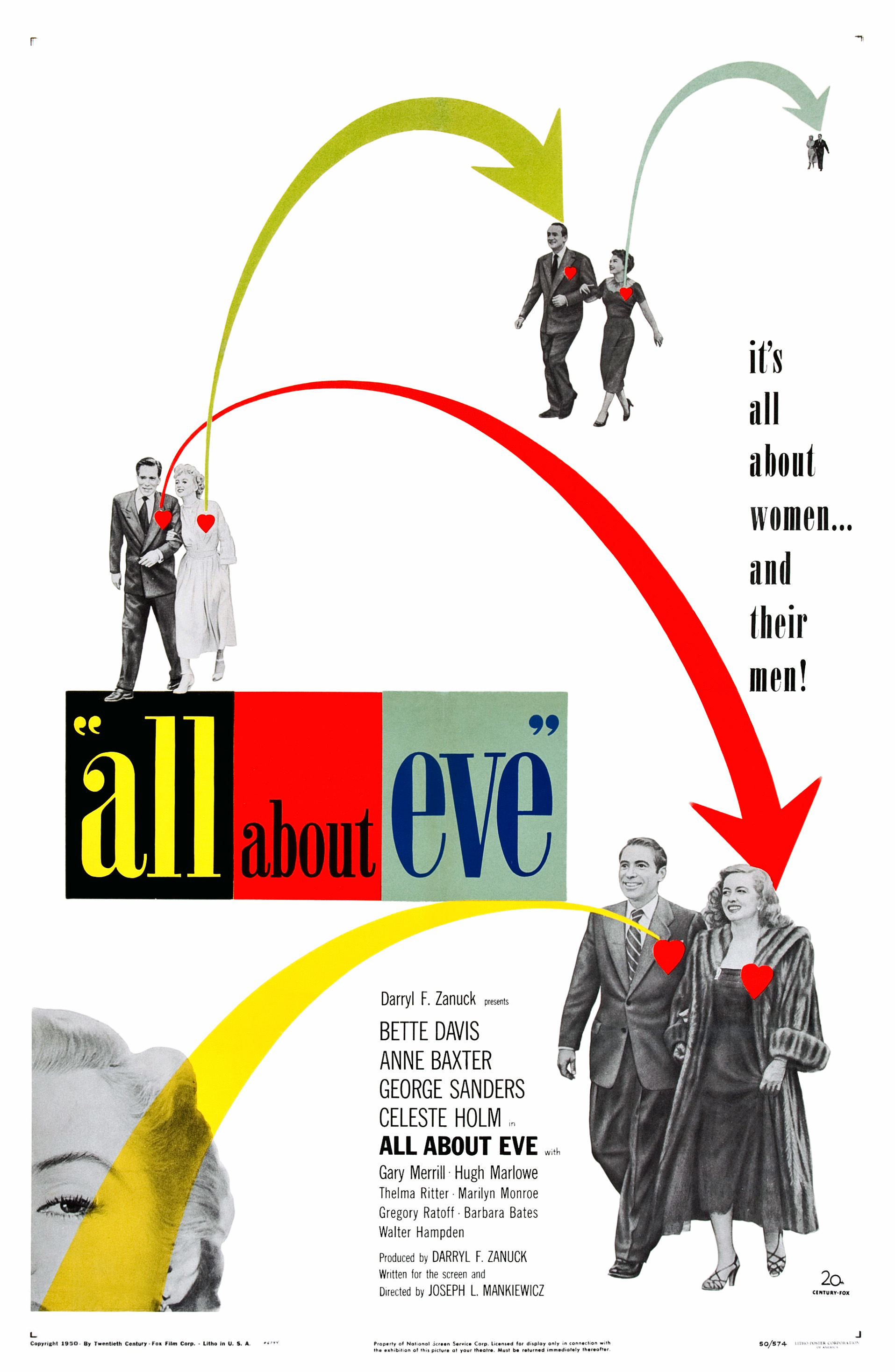
Póster de Eva al desnudo.

Premios Óscar
| Año  | Categoría                 | Trabajo nominado         | Resultado |
| ---- | ------------------------- | ------------------------ | --------- |
| 1937 | Oscar a la mejor película | Chicago                  | Nominado  |
| 1938 | Oscar a la mejor película | Alexander's Ragtime Band | Nominado  |
| 1940 | Oscar a la mejor película | Las uvas de la ira       | Nominado  |
| 1941 | Oscar a la mejor película | ¡Qué verde era mi valle! | Ganador   |
| 1946 | Oscar a la mejor película | Wilson                   | Nominado  |
| 1946 | Oscar a la mejor película | El filo de la navaja     | Nominado  |
| 1947 | Oscar a la mejor película | La barrera invisible     | Ganador   |
| 1949 | Oscar a la mejor película | Almas en la hoguera      | Nominado  |
| 1950 | Oscar a la mejor película | Eva al desnudo           | Ganador   |
| 1963 | Mejor película            | El día más largo         | Nominado  |

## Legado
Envuelto en controversia por su participación en la creación de la película racista Ham and Eggs at the Front (1927), Zanuck comenzó a abordar temas serios, abriendo nuevos caminos al producir algunas de las películas más importantes y controvertidas de Hollywood. Mucho antes de que estuviera de moda hacerlo, Zanuck incluyó temas como el racismo (Pinky), el antisemitismo (Gentleman's Agreement), la pobreza (Las uvas de la ira, Tobacco Road), la injusta explotación laboral y la destrucción del medio ambiente (¡Qué verde era mi valle!), y el maltrato institucionalizado de los enfermos mentales (Nido de víboras, 1949).  Por sus contribuciones a la industria cinematográfica, Zanuck obtuvo tres Premios Irving G. Thalberg de la Academia de las Artes y las Ciencias Cinematográficas de los Estados Unidos (incluido el primero que se concedió); después de que Zanuck ganara el tercero, se cambiaron las reglas para limitar y que solo se pudiese otorgar un premio Thalberg a una sola persona. 20th Century Fox, el estudio que cofundó y dirigió con éxito durante tantos años proyecta películas en su Darryl F. Zanuck Theater.
El 8 de febrero de 1960, Zanuck recibió una estrella en el Paseo de la Fama de Hollywood, por su contribución a la industria cinematográfica, en el 6336 de Hollywood Blvd.

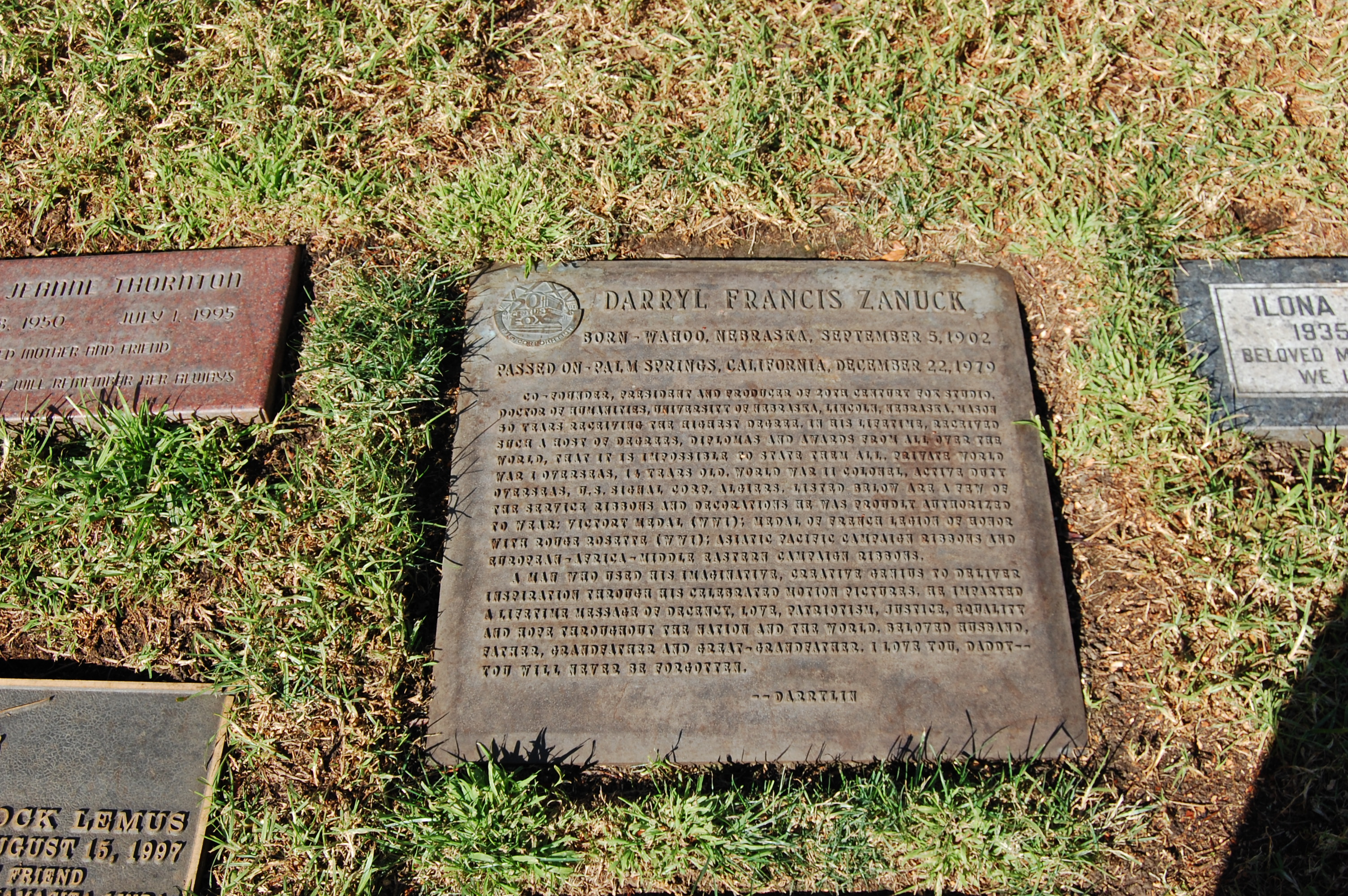
Tumba de Zanuck en el cementerio de Brentwood, California.